# Glenea leucomaculata
Glenea leucomaculata là một loài bọ cánh cứng trong họ Cerambycidae.